# شهرستان دوبرینسکی
شهرستان دوبرینسکی (به لاتین: Dobrinsky District) یک شهرستان در روسیه است که در استان لیپتسک واقع شده‌است.